# Bivacco Ernesto Lomasti
Das Bivacco Ernesto Lomasti ist eine in den Karnischen Alpen gelegene Biwakschachtel, die auf 1920 m s.l.m. Höhe liegt. Die Biwakschachtel liegt am Karnischen Höhenweg südlich des Rudnigsattels im oberen Valle di Aip, in unmittelbarer Nähe zur italienisch-österreichischen Staatsgrenze. Sie befindet sich im Besitz der Sektion Pontebba des Club Alpino Italiano (CAI), von der sie im Jahr 1979 errichtet wurde. Benannt ist sie nach Ernesto Luigi Lomasti (1959–1979), einem italienischen Alpinisten, der als Wegbereiter des Klettersports gilt.
2019 wurde die Biwakschachtel durch einen Neubau ersetzt. Dabei wurde die Anzahl der Schlafplätze von 12 auf 6 reduziert.

## Aufstiege
- Cason di Lanza (1552 m) in 2 Stunden
- Naßfeldpass (1530 m) in 2,5 Stunden

## Benachbarte Hütten, Almen und Gasthöfe
- Sonnenalpe Naßfeld (1552 m) auf dem Nassfeldpass, in 2½ Stunden
- Straniger Alm (1479 m), in 4 Stunden
- Zollnerseehütte (1750 m) in 6½ Stunden
- Tröpolacher Alm (1656 m)
- Rifugio Pezzeit (1474 m)

## Gipfeltouren
- Rosskofel (2239 m) in 1 Stunde
- Trogkofel (2280 m) in 2 Stunden

## Bilder

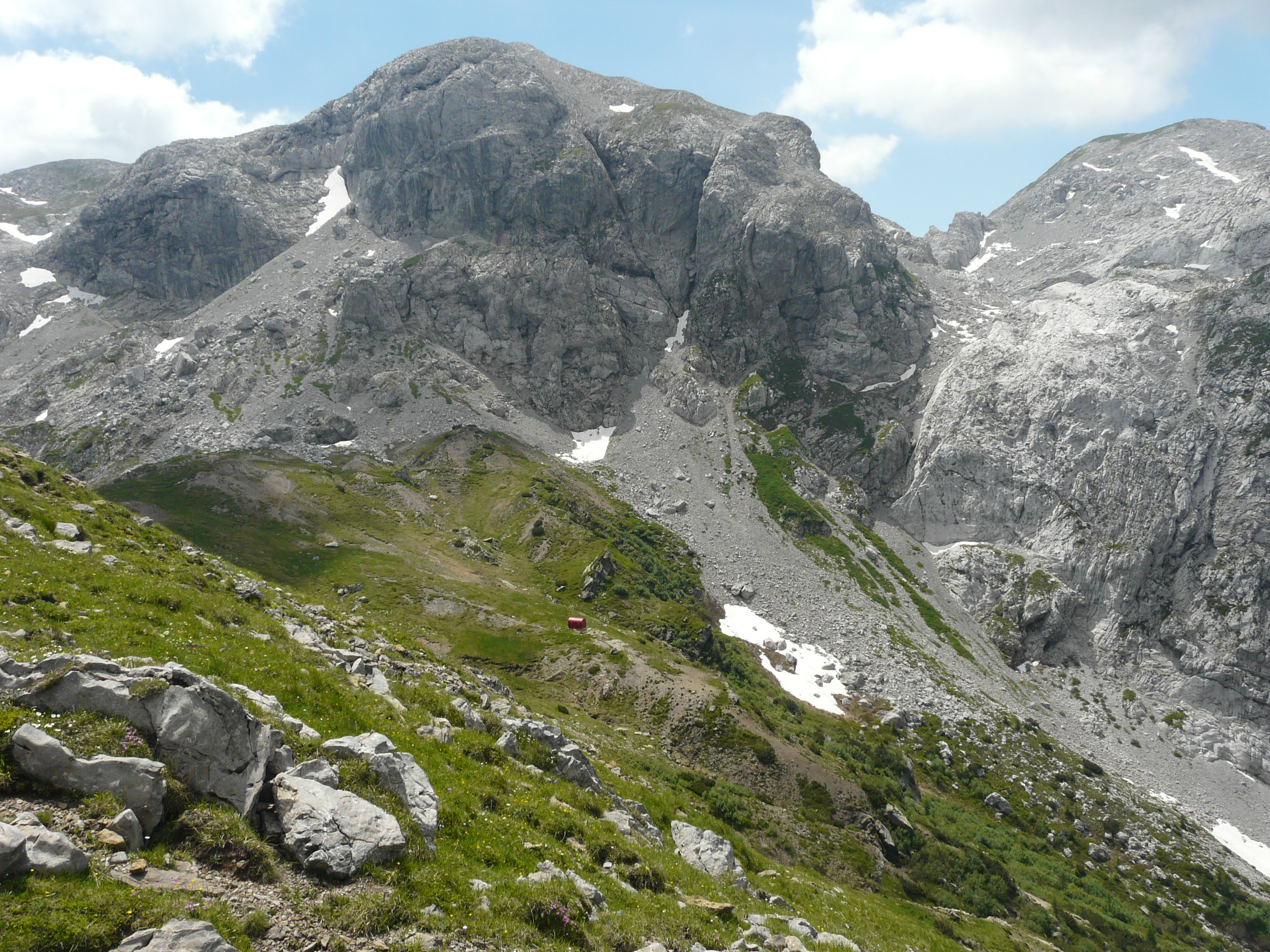
Die Umgebung des Bivacco Ernesto Lomasti mit dem Hinterrosskofel (ita. Creta di Pricotič)
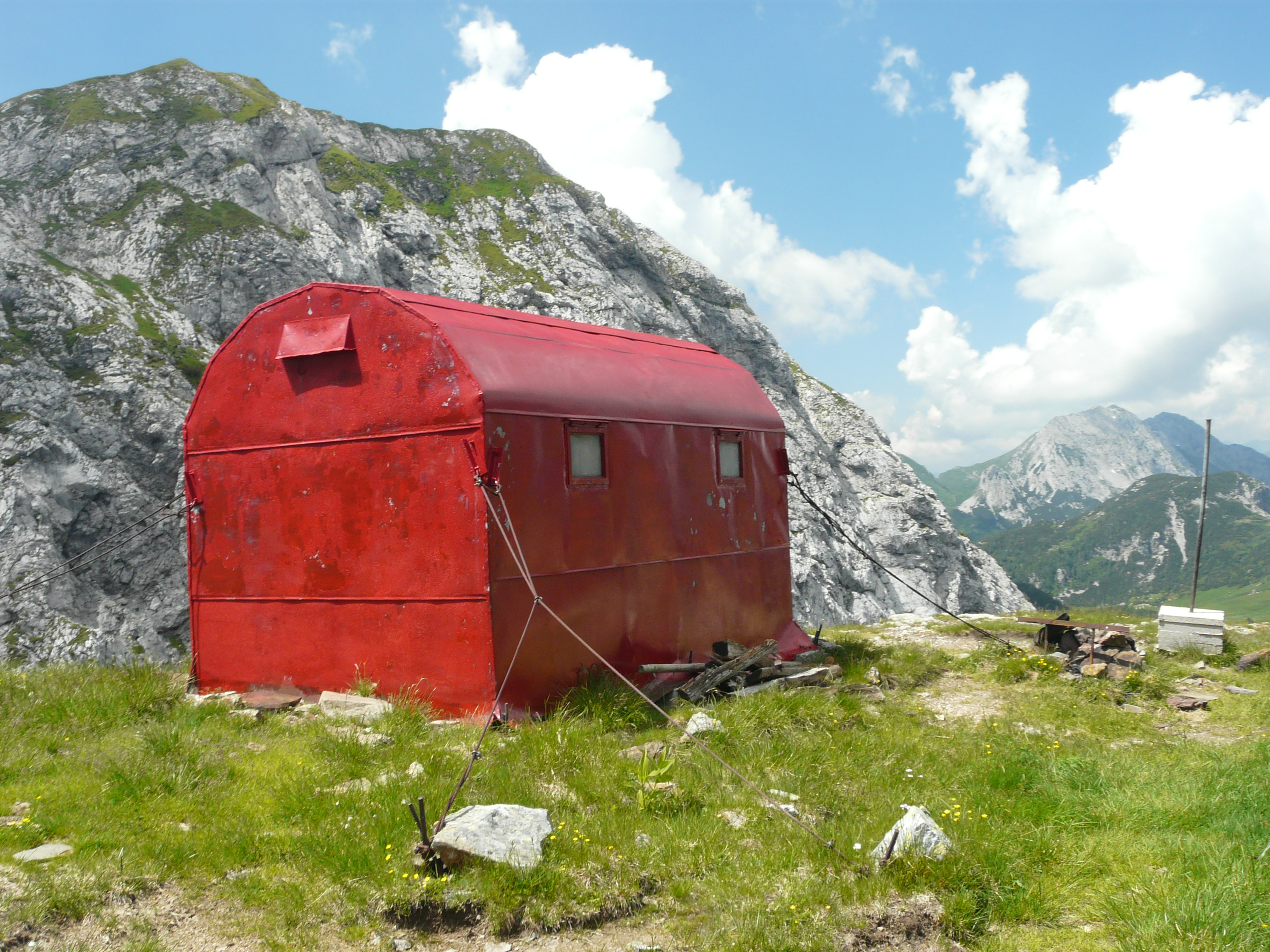
Die alte Biwakschachtel mit deren Befestigungsseilen
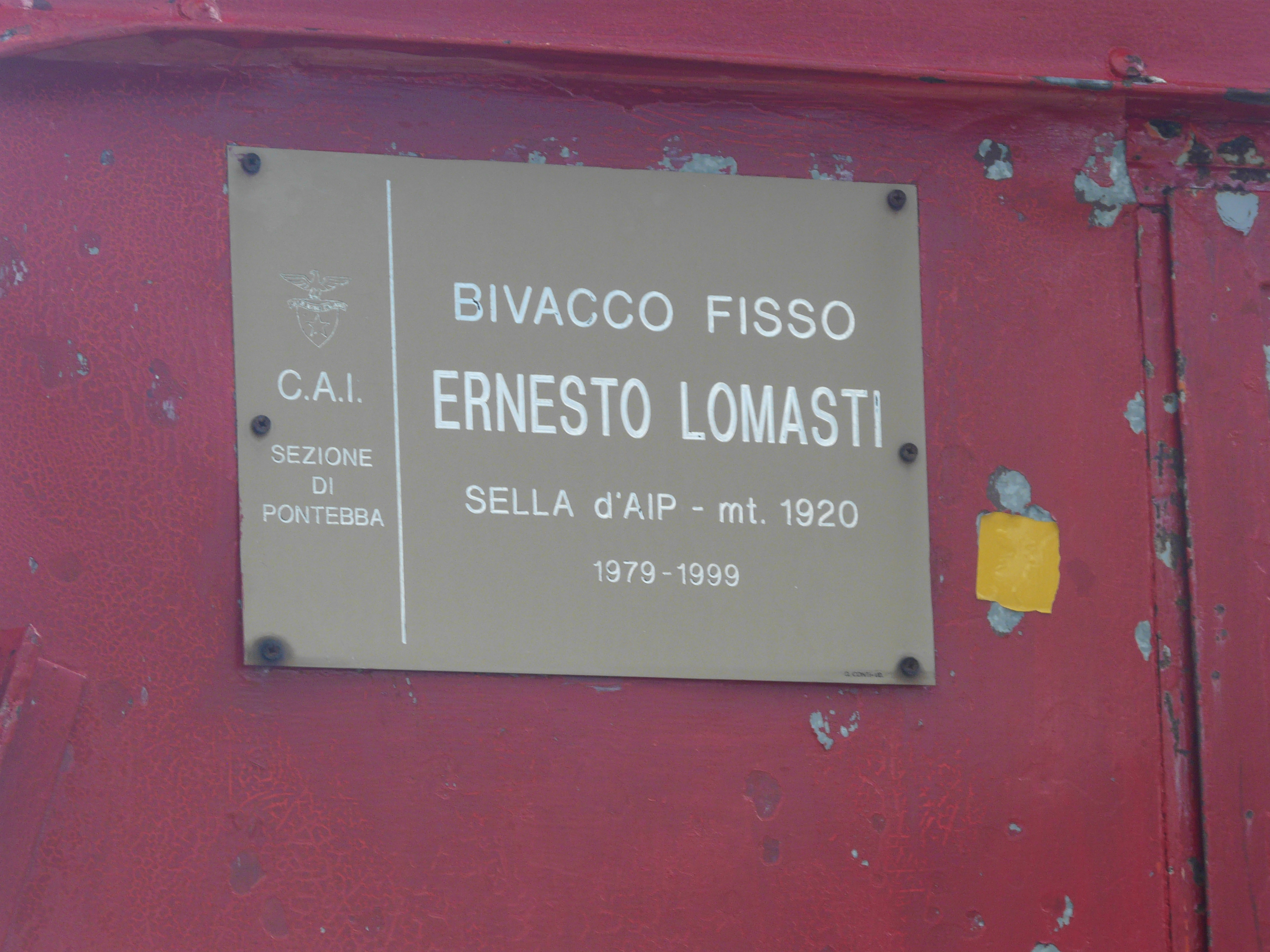
Das Hüttenschild der Biwakschachtel